# Cymbalaria microcalyx
Cymbalaria microcalyx là một loài thực vật có hoa trong họ Mã đề. Loài này được (Boiss.) Wettst. mô tả khoa học đầu tiên năm 1891.